# Marí de Tràcia
Marí de Tràcia (en grec: Μαρῖνος) va ser breument arquebisbe arrià indiscutible de Constantinoble després de la mort del bisbe Demòfil al voltant del 386. Tanmateix, va ser desplaçat per Doroteu d'Antioquia cap al 387 o 388. Quan Doroteu va arribar de Síria, va ser immediatament nomenat nou arquebisbe, ja que la seva secta el considerava més qualificat per al càrrec que Marí. També es va citar que la secta no estava contenta amb la deposició de Marí, sobretot perquè representava els punts de vista del seu partit, que es va associar amb les posicions adoptades per Selenas, bisbe dels gots. Una diferència clau, per exemple, va ser la manera com Doroteu negava la paternitat eterna de Déu mentre que Marí l'afirmava.
A partir d'aleshores, Marí es va retirar de la comunió amb els arrians que seguien Doroteu i, amb un grup de seguidors, prou nombrosos com per ser considerats una secta diferent d'arrians, va mantenir una xarxa rival d'esglésies i oratoris. La secta sostenia, a diferència dels arrians sota Doroteu, que «el Pare sempre havia estat el Pare, fins i tot quan el fill no ho era». Els que es van posar del costat de Doroteu van mantenir la possessió de les seves esglésies, mentre que els que es van posar del costat de Marí van haver de construir-ne de noves. Aquesta secta va ser coneguda com els psatirians, que incloïa Teoctist, un dels seus campions més destacats, que era de professió venedor de pastissos (ψαθυροπώλης). El cisma entre les sectes seria curat per l'excònsol Plinta durant el regnat de Teodosi II.